# Středomoravský župní přebor 1969/1970
V soubojích 1. ročníku Středomoravského župního přeboru 1969/70 (jedna ze skupin 5. fotbalové ligy) se utkalo 14 týmů dvoukolovým systémem podzim – jaro. Tento ročník začal v srpnu 1969 a skončil v květnu 1970.
Po sezoně 1968/69 proběhla celková reorganizace soutěží, vyšší soutěže se rozšířily ze 14 na 16 účastníků, skupinami 4. nejvyšší soutěže se staly divize, oblastní přebory se přejmenovaly na župní a staly se skupinami 5. nejvyšší soutěže.
Středomoravský župní přebor vznikl vyčleněním z Jihomoravského oblastního přeboru a Severomoravského oblastního přeboru, hrál se do sezony 1971/72, kdy zanikl. Obnoven byl až v pořadí 4. ročníkem v sezoně 1991/92. Po celou dobu své existence je jednou ze skupin 5. nejvyšší soutěže.

## Nové týmy v sezoně 1969/70
- Mužstva TJ Fatra Napajedla a TJ Dolní Němčí přešla z Jihomoravského oblastního přeboru 1968/69.
- Mužstvo VTJ Dukla Přerov přešlo ze Severomoravského oblastního přeboru 1968/69.[1]
- Z I. A třídy Jihomoravské oblasti – sk. B 1968/69 postoupila mužstva TJ Slavia Kroměříž (2. místo), TJ Jiskra Staré Město (3. místo), TJ Spartak Hluk (4. místo), VTJ Dukla Uherské Hradiště (5. místo), TJ LET Kunovice (6. místo), TJ Družstevník Ostrožská Nová Ves (7. místo).[2]
- Ze skupin I. A třídy Severomoravské oblasti 1968/69 postoupila mužstva TJ Meochema Přerov, TJ Spartak PS Přerov, TJ Rudné doly Jeseník (9. místo), TJ Spoje Olomouc a TJ Sigma Hodolany.

## Konečná tabulka
Zdroj: 
| Poř. | Tým                                   | Z  | V  | R  | P  | VG | OG | B  |
| ---- | ------------------------------------- | -- | -- | -- | -- | -- | -- | -- |
| 1.   | TJ Hanácká Slavia Kromeříž (N)        | 26 | 17 | 6  | 3  | 53 | 25 | 40 |
| 2.   | TJ Fatra Napajedla                    | 26 | 14 | 4  | 8  | 55 | 41 | 32 |
| 3.   | TJ Spartak Hluk (N)                   | 26 | 11 | 6  | 9  | 53 | 44 | 28 |
| 4.   | TJ Meochema Přerov (N)                | 26 | 12 | 4  | 10 | 49 | 32 | 28 |
| 5.   | TJ Družstevník Ostrožská Nová Ves (N) | 26 | 11 | 6  | 9  | 47 | 45 | 28 |
| 6.   | TJ Spartak PS Přerov (N)              | 26 | 8  | 11 | 7  | 41 | 35 | 27 |
| 7.   | TJ LET Kunovice (N)                   | 26 | 10 | 7  | 9  | 35 | 36 | 27 |
| 8.   | TJ Rudné doly Jeseník (N)             | 26 | 9  | 6  | 11 | 31 | 43 | 24 |
| 9.   | TJ Dolní Němčí                        | 26 | 9  | 5  | 12 | 35 | 44 | 23 |
| 10.  | TJ Spoje Olomouc (N)                  | 26 | 9  | 5  | 12 | 49 | 56 | 23 |
| 11.  | TJ Jiskra Staré Město (N)             | 26 | 7  | 9  | 10 | 32 | 46 | 23 |
| 12.  | TJ Sigma Hodolany (N)                 | 26 | 7  | 7  | 12 | 32 | 38 | 21 |
| 13.  | VTJ Dukla Přerov                      | 26 | 6  | 9  | 11 | 32 | 38 | 21 |
| 14.  | VTJ Dukla Uherské Hradiště (N)        | 26 | 5  | 9  | 12 | 27 | 47 | 19 |

Poznámky:
- Z = Odehrané zápasy; V = Vítězství; R = Remízy; P = Prohry; VG = Vstřelené góly; OG = Obdržené góly; B = Body; (S) = Mužstvo sestoupivší z vyšší soutěže; (N) = Mužstvo postoupivší z nižší soutěže (nováček)

|  | Postup do Divize D 1970/71                              |
|  | Sestup do skupin I. A třídy Středomoravské župy 1970/71 |